# Männer wie wir
Männer wie wir ist eine Filmkomödie der deutsch-amerikanischen Regisseurin Sherry Hormann aus dem Jahre 2004. Der auf einem Drehbuch von Benedikt Gollhardt basierende Film mit Maximilian Brückner in der Hauptrolle startete am 7. Oktober 2004 in den deutschen Kinos und handelt von dem Torwart Ecki, der eine schwule Fußballmannschaft zusammenstellt, um gegen seine frühere Mannschaft zu spielen, welche ihn nach seinem Coming-out ersetzte. In weiteren Rollen sind unter anderem Dietmar Bär, Saskia Vester, Lisa Maria Potthoff, David Rott, Rolf Zacher, Mariele Millowitsch und Christian Berkel zu sehen.
Das von Hager Moss Film, GFP Medienfonds und der RTL Group produzierte Projekt wurde zwischen Juli und September 2003 primär im Ruhrgebiet und im Münsterland gedreht. Mit über 173.000 Zuschauern in Deutschland konnte sich die Komödie unter den Top 30 der erfolgreichsten deutschen Filme des Kinojahres 2004 platzieren. Im Folgejahr wurde Männer wie wir unter dem Titel Guys and Balls auch international veröffentlicht und insbesondere im US-amerikanischen Raum mit mehreren LGBT-Festival-Preisen prämiert, darunter der Publikumspreis in der Kategorie „Outstanding Narrative Feature“ auf dem Outfest 2005.

## Handlung
Ecki lebt mit seinen Eltern Renate und Gerd, die eine Bäckerei betreiben, in Boldrup, einem kleinen Dorf im Münsterland. Er ist seit seiner Kindheit ein begeisterter Fußballer und steht seither im Tor des umjubelten Lokalvereins FC Boldrup.
In einem entscheidenden Meisterschaftsspiel hält er einen Elfmeter nicht, wodurch der Aufstieg in die Bezirksliga misslingt. Fans und Spieler sind zwar enttäuscht, aber anschließend wird trotzdem ausgelassen gefeiert. Auf der Party beobachten einige Mannschaftskameraden schließlich, wie der angetrunkene Ecki seinen Mitspieler Tobias auf den Mund küsst. Die Situation eskaliert und Ecki sieht sich gezwungen, sich auch gegenüber seinen Eltern ein wenig unfreiwillig als schwul zu outen – ganz zum Unverständnis seines Vaters. Am nächsten Tag wird er mit den Worten „Fußball ist Krieg, und in den Krieg ziehen nur Männer“ aus der Mannschaft geworfen. Aus Trotz, um seine Ehre als Fußballer zu verteidigen und um zu zeigen, dass auch Homosexuelle Fußball spielen können, kündigt Ecki dem Verein innerhalb von vier Wochen eine Revanche mit einem rein schwulen Fußballteam an, obwohl er noch gar keine Mannschaft zur Verfügung hat.
Also macht er sich auf nach Dortmund, um mit Hilfe seiner dort lebenden Schwester Susanne Mitglieder für sein Team zu finden. Von den Fans seines Lieblingsvereins Borussia Dortmund erntet er nur Unverständnis, doch nach und nach gelingt es Ecki an Orten wie einem Dönerstand und der Lederbar Stahlrohr weitere Homosexuelle für seine Mannschaft zu rekrutieren. Zu den größten Hoffnungen zählen die beiden Brasilianer Ronaldo und Ronaldinho und der eigentlich heterosexuelle Buchhändler Klaus, der inkognito mitmachen darf. In Karl, dem ehemaligen Linksaußen des BVB, der seine Fußballkarriere beendete, nachdem ihm ein ähnliches Missgeschick wie Ecki passiert war, findet die Truppe zunächst einen zynischen Skeptiker, der sich dann aber selbst zum Trainer erklärt. In der Zwischenzeit kann Ecki das Herz des Zivildienstleistenden Sven gewinnen, mit dem er schließlich eine Beziehung eingeht.
Nach einem unvermuteten Zusammentreffen der „Lattenknaller“ mit dem FC Boldrup wollen alle das Turnier sausen lassen. Letztlich gelangen sie aber doch zur Überzeugung beim Spiel anzutreten. Am Anfang des Spiels schaut es für Eckis Team nicht gut aus, aber schließlich gewinnen sie, indem sie die Homophobie der Boldruper gegen diese selbst einsetzen.

## Hintergrund

### Entstehung
Die Idee zum Film entwickelte Autor Benedikt Gollhardt nach Austragung der schwul-lesbischen Fußball-Weltmeisterschaft im Herbst 2000 in Köln. Durch die mediale Berichterstattung habe er „schnell gemerkt, wie kontrovers das Thema ‚Schwule und Fußball’ immer noch“ sei „und wie viel Potenzial für eine Komödie darin“ stecke. Die erste Drehbuchfassung legte Gollhardt den Produzenten Kirsten Hager und Andreas Schneppe vor, die „die Kombination von Fußball und Schwulsein [als] interessante Grundspannung mit großem Potenzial“ betrachteten. Gemeinsam entwickelte das Trio den Stoff in den folgenden beiden Jahren weiter, eine Zeit die Gollhardt später als „anstrengend“ beschrieb – auch weil branchenintern wiederholt Gerüchte auftauchten, dass Filme mit ähnlicher Thematik in Produktion seien.
Nach Fertigstellung des Skripts wandten sich Hager und Moss an Sherry Hormann, deren erste Spielfilmproduktion Leise Schatten Hager 1991 produziert hatte. Hormann zeigte sich auf Grund ihrer fehlenden Fußballkenntnisse zunächst überrascht über das Angebot, sagte jedoch schließlich zu. Im Vorfeld der Dreharbeiten recherchierte die Regisseurin, die laut eigenen Aussagen ursprünglich „nur eine vage Ahnung“ von Profifußball und Homosexualität hatte, sowohl im Ballsport-Metier als auch in der Kölner Schwulenszene. So gewährte ihr unter anderem der Betreiber eines Kölner Darkrooms in Männerverkleidung Zutritt zu seinem Club, nachdem Hormann ihn für ihr Projekt hatte begeistern können. Zur Erprobung der späteren Inszenierung der Fußballsequenzen auf dem Platz entwarf Hormann gemeinsam mit dem Kameramann Hanno Lentz ein Miniaturspielfeld, auf dem sie anhand von Pappfiguren an der Auflösung feilte.

### Produktion

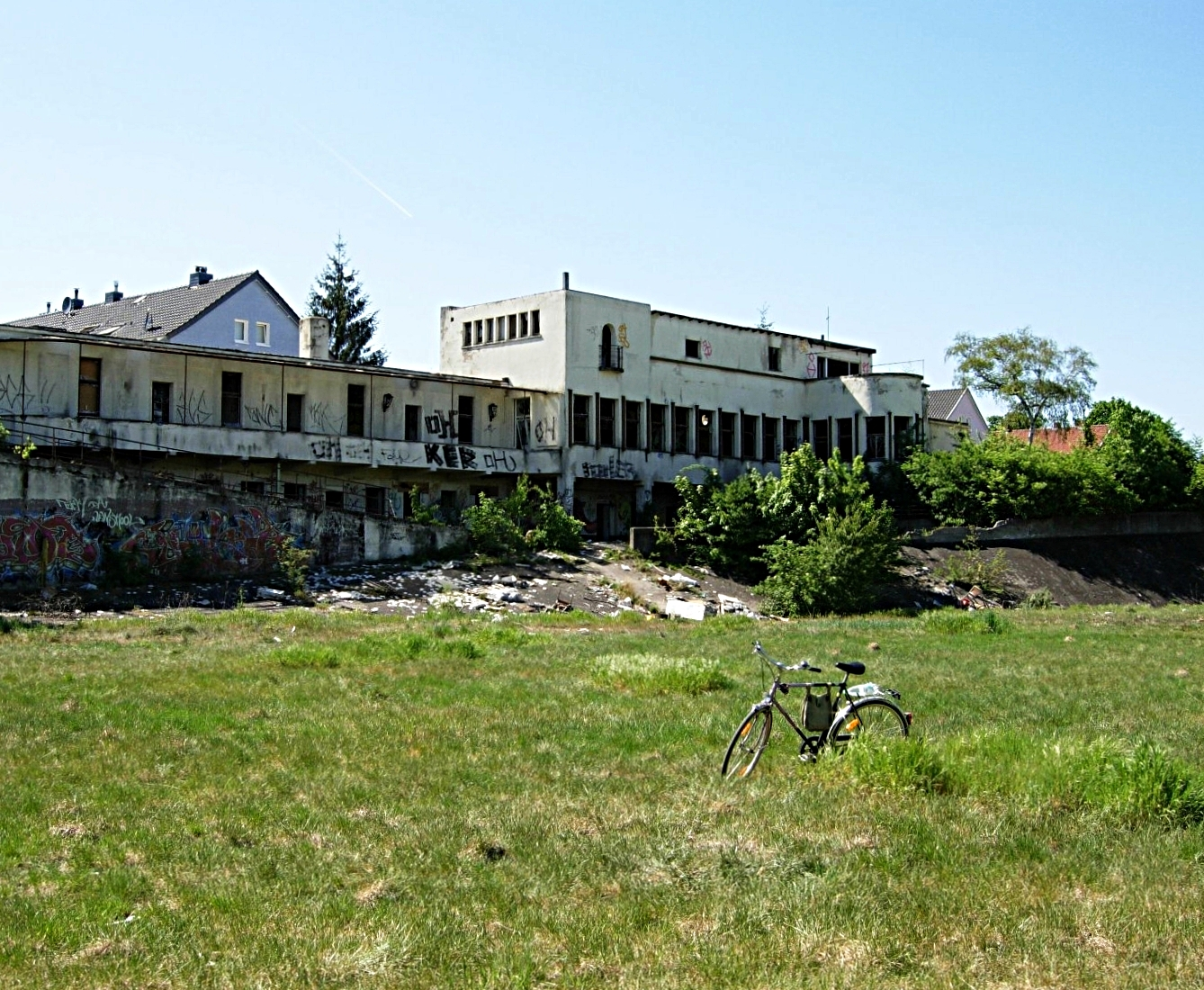
Als Kulisse erwählte Hormann das „herunter gekommene“ Poststadion am Lievelingsweg in Bonn.

Die Kerndreharbeiten des Films fanden nach einem gemeinsamen Tablereading vom 1. Juli bis 28. August 2003 im Münsterland sowie Köln, Dortmund und Bonn statt, darunter auch im ehemaligen Westfalenstadion sowie im alten Poststadion am Bonner Lievelingsweg. Um den „sportlichen Standard“ im Fußball anzugleichen, hatte das Darstellerensemble im Vorfeld der Produktion vier mehrtägige Trainingslager zu absolvieren, in denen sich die Besetzung primär im Konditionsaufbau, Ballgefühl und Taktik übte.
Die Hitzewelle in der ersten Augusthälfte des Jahres sorgte später vor allem bei den Spielszenen auf dem Ascheplatz für erschwerte Bedingungen beim Dreh, dem ferner bis zu 500 Komparsen beiwohnten. Zeitweise herrschten bis zu 54 °C auf dem Platz. Darsteller Charly Hübner brach sich überdies zehn Tage nach Drehbeginn den Fuß. Obwohl die Produktionsversicherung empfahl, Hübners Rolle des Horst umzubesetzen und bereits gefilmte Szenen anschließend neu zu drehen, entschied man sich letztlich gegen eine Neubesetzung. Im Gegenzug war Gollhardt gezwungen, bestimmte Szenen des Films umzuschreiben. Dies führte letztlich zu vier zusätzlichen Drehtagen im September des Jahres.
Die Postproduktion konnte wiederum im Februar 2004 abgeschlossen werden. Ursprünglich sollte das Projekt den Titel Lattenknaller tragen. Die Auswertung von Testvorführungen im Vorfeld der Veröffentlichung ergab jedoch, dass der zweideutige Titel Zuschauer „eher davon abhalten würde, sich den Film im Kino anzusehen“, weshalb der offizielle Verleih, die ehemalige Buena Vista International, sich entschied, den Film kurzfristig umzubenennen. Das Budget des Films betrug rund vier Millionen Euro. Finanziert wurde der Film von Hager Moss Film, GFP Medienfonds und RTL. Weiterhin förderte die Film- und Medienstiftung NRW den Verleih mit 50.000 Euro und damit gleich den zweiten Film mit Coming-out-Thematik, der nach Marco Kreuzpaintners Sommersturm binnen Monatsfrist in die Kinos kam. Der FilmFernsehFonds Bayern steuerte 205.000 Euro und die Filmförderungsanstalt insgesamt 400.000 Euro zum Film bei.

### Besetzung

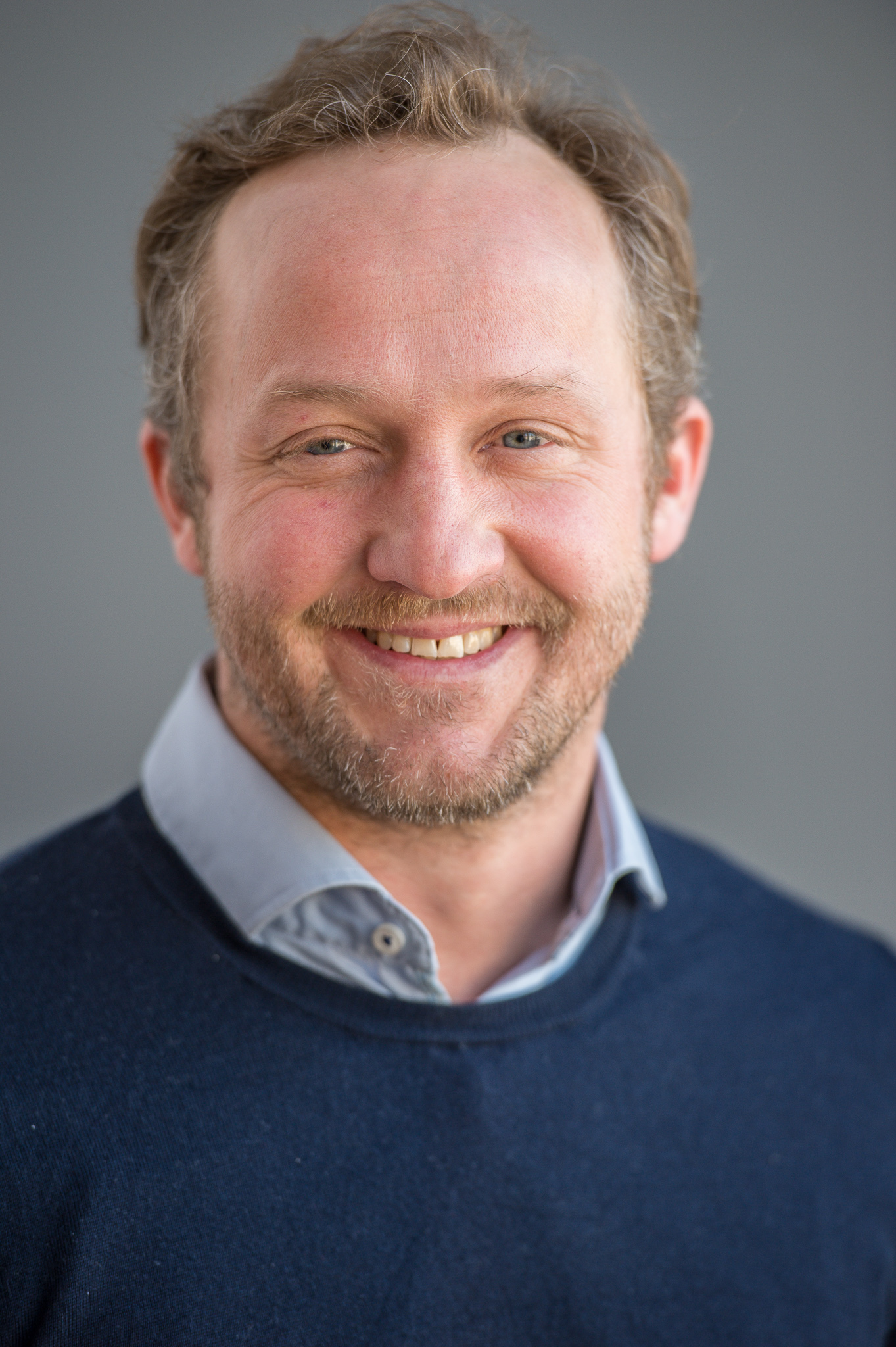
Darsteller Maximilian Brückner debütierte mit Männer wie wir in seiner ersten Hauptrolle.

Für die Besetzung der Rollen zeigte sich vornehmlich Casting-Agentin Nessie Nesslauer verantwortlich. Über 100 junge Schauspieler ließ sie für die Rolle des Ecki vorsprechen. Die Wahl fiel letztlich auf Nachwuchsdarsteller Maximilian Brückner, der zum Zeitpunkt seines Vorsprechens lediglich in diversen Theaterinszenierungen und einer Nebenrolle für eine TV-Produktion vor der Kamera gestanden hatte und mit Männer wie wir sein Leinwanddebüt gab – gegen den Willen seiner Schauspielschule. Sherry Hormann bezeichnete Brückner als „Juwel“ und benannte unter anderem sein unschuldiges, „unmodisches“ Gesicht als Grund für sein Engagement.
Brückner selbst nannte vor allem Hormanns klischeebefreite Besetzung als Anreiz für seine Verpflichtung. Er startete völlig unvorbereitet in die Dreharbeiten, nahm im Vorfeld lediglich Torwarttraining.
Im Nebencast erhielt Hormann laut eigenen Aussagen mehrere Absagen von Schauspielern, „die sich nicht vorstellen konnten, einen Homosexuellen zu spielen“. In der Rolle von Eckis Schwarm Sven wurde David Rott in seiner zweiten Kinorolle gecastet. Der Schauspieler empfand vor allem die Liebesgeschichte um Ecki und Sven als besonderen Reiz seiner Rolle. Rolf Zacher kannte Hormann bereits aus Studienzeiten an der Hochschule für Fernsehen und Film München. Die beiden begegneten sich nach Jahren erstmals beim Casting wieder. Mariele Millowitsch begrüßte die Möglichkeit, einen Charakter fernab ihrer sonstigen Rollenangebote annehmen zu können. Für die Dreharbeiten zu Männer wie wir musste sie eigens lernen, einen Bus zu lenken. Christian Berkel, dessen Besetzung Hormann als „Glücksfall“ bezeichnete, erklärte sich bereits einen Tag nach Erhalt des Drehbuchs bereit, die Rolle des Rudolf zu übernehmen. Saskia Vester arbeitete nach Frauen sind was Wunderbares (1993) bereits das zweite Mal mit Hormann.

### Musik
Für die musikalische Untermalung des Films zeigte sich der Komponist Martin Todsharow verantwortlich, der Hormann bereits bei den Fernsehproduktionen Meine Tochter ist keine Mörderin (2002) und Wenn Weihnachten wahr wird (2003) unterstützt hatte. Den stilistischen Fokus bei der Auswahl des Soundtracks legte Todsharow dabei primär auf „handgemachte Musik. Skurril, schräg, aber sehr männlich und rockig“. Die Musik sollte „sexy“, aber „gegen das tuckige Klischee“ anklingen und den kraftvollen Rahmen für einen „offensiven Soundtrack“ bilden, inspiriert vom Rock der 1970er Jahre. Universal Music bot ihm schließlich eine Auswahl an Songs von bis dato in Europa weitgehend unbekannten Bands an, welche vornehmlich aus den Vereinigten Staaten kamen, darunter Rooney und Dashboard Confessional.

## Rezeption

### Kritiken
Rochus Wolff von Critic.de bezeichnete den Film als „stellenweise etwas zu langatmig“ jedoch „sehr amüsante“ Komödie: „Obwohl Männer wie wir so vermeintlich schwule Eigenheiten zur Belustigung ausstellt, sympathisiert er doch spürbar mit seinen Protagonisten und macht nicht zuletzt die Schwulenfeindlichkeit, die der Bevölkerung von Boldrup in die Dialoge gelegt wurde, lächerlich. Nur konnte sich Regisseurin Sherry Hormann anscheinend nicht ganz entscheiden, ob sie die Schwulen nun ganz ernst nehmen oder doch als Witzfiguren ausstellen soll. Als Coming-Out-Geschichte jedenfalls kann der Film nicht überzeugen, dafür sind – sieht man einmal von Dietmar Bär als Eckis Vater ab – die damit verbundenen Zweifel und Probleme immer nur zu sehr behauptet, nicht gezeigt [...] Aber wir haben es mit einer Komödie zu tun, und als solche ist Männer wie wir ein durchaus unterhaltsamer Film.“
„Obwohl kein einziges Klischee ausgelassen wird, ist hier nicht nur der Ball rund, sondern auch der Film, der eine große Bandbreite an Stimmungen bietet und zwischen Humor der untersten Schublade und menschlichen Dramen hin und herwechselt, ohne dass man sich allzu angegriffen fühlen muss“, schrieb Claudia Holz von Filmstarts, die den Film mit zweieinhalb Sternen aus fünf bewertete. „Wer [...] sich trotzdem nicht vom oftmals groben Humor abschrecken lässt, darf sich trauen, denn ‚Männer wie wir‘ ist entgegen aller[sic!] Erwartungen keine überflüssige Deutsch-Comedy zum laut Losprusten und bewegt sich gut und gerne im Mittelfeld einer gepflegten Abendunterhaltung.“
Dirk Jung von der Redaktion Dirk Jung resümierte: „Die Komödie von Sherry Hormann (‚Irren ist männlich‘) bedient sich liebevoll Klischees, über die Schwule wie Heteros, Männer wie Frauen, Erwachsene wie Kinder und Fußballfans wie auch an Fußball Desinteressierte lachen können. Die Gruppe, auf deren Kosten sich amüsiert werden darf, variiert im Film je nach Situation.“ Auf der Webseite von Borussia Dortmund wurde mit einem Gewinnspiel für diesen Film geworben: „Ein temporeiches Feel-Good-Movie voller Situationskomik und Dialogwitz, in dem mit uralten Klischees respektlos und humorvoll jongliert wird“.

### Erfolg
Nach einer Preview im Citydome Rosenheim am 8. September 2004 feierte der Film am 27. September 2004 im Cinedom in Köln Uraufführung. In den deutschen Kinos lief Männer wie wir am 7. Oktober 2004 an. In der Schweiz war am 14. Oktober offizieller Kinostart, in den österreichischen Kinos startete der Film wiederum am 11. November 2004. In Deutschland lockte die Komödie am ersten Vorführwochenende rund 74.000 Zuschauer in die Kinos und konnte sich damit direkt auf Platz 8 der Kinocharts platzieren. Insgesamt sahen den Film mehr als 173.000 Besucher bei einem Gesamteinspielergebnis von rund 922.000 Euro. Männer wie wir rangiert damit auf Platz 29 der erfolgreichsten deutschen Produktionen des Jahres 2004. Im Fernsehen feierte der Film am 18. August 2008 unter seinem ursprünglichen Titel Lattenknaller – Männer wie wir beim Privatsender RTL Free-TV-Premiere. Im Durchschnitt sahen 3,22 Millionen Menschen die Produktion bei einem Marktanteil von 11,7 Prozent. In der werberelevanten Zielgruppe konnten rund 19,0 Prozent verbucht werden.

### Auszeichnungen
- Audience Award des Connecticut Gay & Lesbian Film Festival 2006 in der Kategorie Best Feature Film (3. Platz)[19]
- Audience Award des Gay & Lesbian Film Festival 2005 in Philadelphia in der Kategorie Best Feature[19]
- Audience Award des Milano Festival Internazionale di Cinema Gaylesbico 2006 in der Kategorie Bester Film[19]
- Audience Award des Outfest 2005 in Los Angeles in der Kategorie Outstanding Narrative Feature[19]
- Jury Award des Lesbian & Gay Festival Brüssel 2005 in der Kategorie Best Foreign Language Film[19]
- Le Prix du public des Gay & Lesbian Film Festival 2005 in Long Island in der Kategorie Meilleur Long Gay[19]

Schauspieler Maximilian Brückner wurde ferner in der Vorauswahl des Deutschen Filmpreises als Bester Hauptdarsteller benannt.